# آلن بیرچنال
آلن بیرچنال (انگلیسی: Alan Birchenall؛ زادهٔ ۲۲ اوت ۱۹۴۵) بازیکن فوتبال اهل بریتانیا است.
از باشگاه‌هایی که در آن بازی کرده‌است می‌توان به باشگاه فوتبال کریستال پالاس، باشگاه فوتبال بلکبرن روورز، باشگاه فوتبال چلسی، باشگاه فوتبال لوتون تاون، باشگاه فوتبال شفیلد یونایتد، باشگاه فوتبال نوتس کانتی، باشگاه فوتبال هرفورد یونایتد، و باشگاه فوتبال لستر سیتی اشاره کرد.
وی همچنین در تیم ملی فوتبال زیر ۲۱ سال انگلستان بازی کرده‌است.